# 28. Międzynarodowy Festiwal Filmowy w Berlinie
28. Międzynarodowy Festiwal Filmowy w Berlinie odbył się w dniach 22 lutego-5 marca 1978 roku. Imprezę otworzył pokaz amerykańskiego filmu Premiera w reżyserii Johna Cassavetesa. W konkursie głównym zaprezentowano 24 filmy pochodzące z 19 różnych krajów.
Jury pod przewodnictwem amerykańskiej pisarki Patricii Highsmith przyznało nagrodę główną festiwalu, Złotego Niedźwiedzia, ex aequo trzem hiszpańskim filmom biorącym udział w festiwalu: Co powiedział Max w reżyserii Emilia Martíneza-Lázaro, Pstrągi w reżyserii José Luisa Garcíi Sáncheza oraz krótkometrażowemu filmowi Winda w reżyserii Tomása Muñoza. Drugą nagrodę w konkursie głównym, Srebrnego Niedźwiedzia – Nagrodę Specjalną Jury, przyznano brazylijskiemu filmowi Upadek w reżyserii Ruya Guerry i Nelsona Xaviera.
Na festiwalu zaprezentowano drugą część retrospektywy twórczości niemieckiej gwiazdy Marleny Dietrich. Do programu imprezy po raz pierwszy wprowadzono sekcję poświęconą filmom dla dzieci.

## Członkowie jury

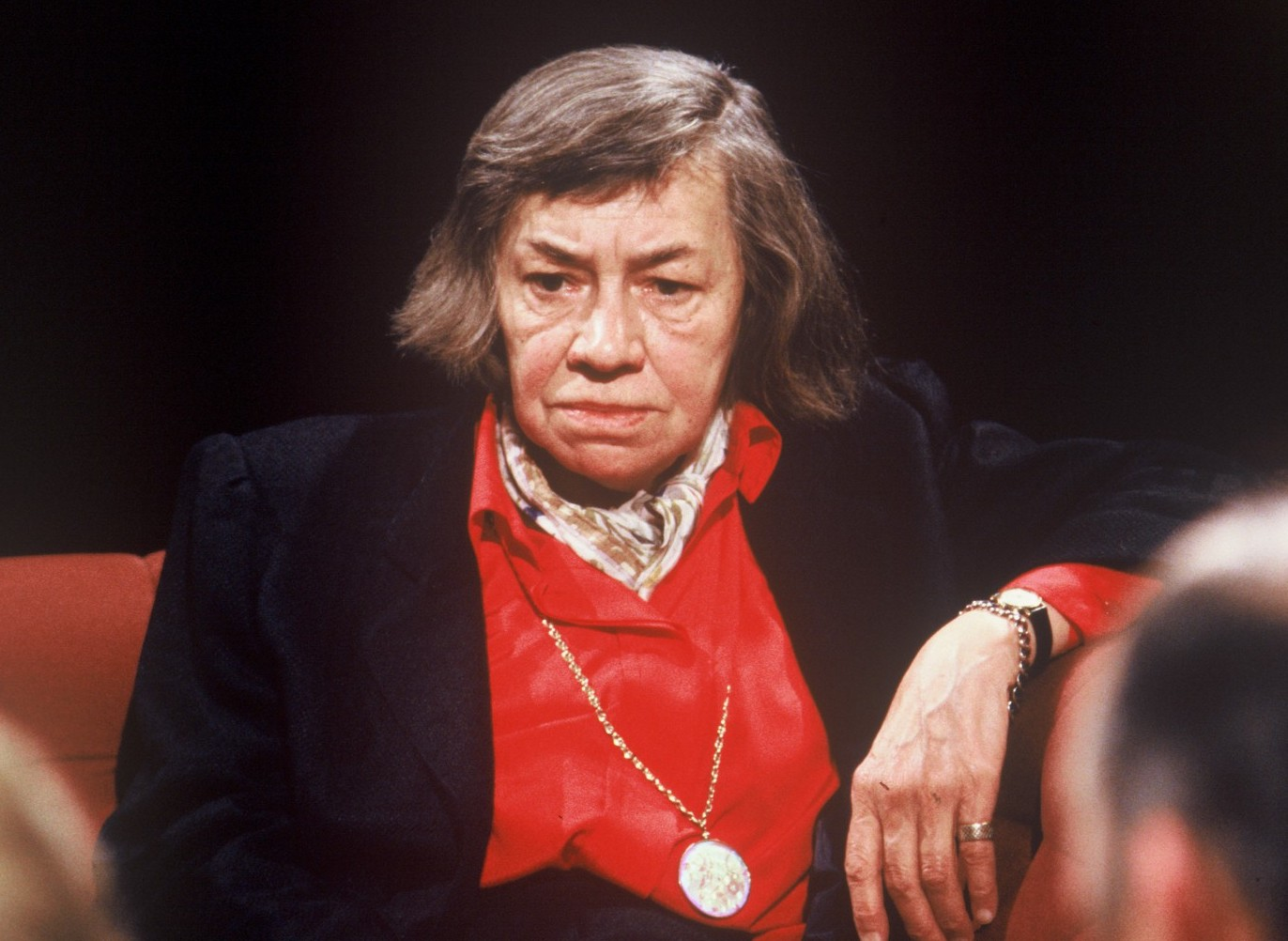
Przewodnicząca jury konkursu głównego Patricia Highsmith.

### Konkurs główny
- Patricia Highsmith, amerykańska pisarka – przewodnicząca jury[2]
- Theo Angelopoulos, grecki reżyser
- Ana Carolina, brazylijska reżyserka
- Antonio Eceiza, hiszpański reżyser
- Frieda Grafe, niemiecka krytyczka filmowa
- Sergio Leone, włoski reżyser
- Jacques Rozier, francuski reżyser
- Łarisa Szepitko, rosyjska reżyserka
- Konrad Wolf, niemiecki reżyser

## Selekcja oficjalna

### Otwarcie i zamknięcie festiwalu
|             | Tytuł                               | Reżyseria        | Kraj produkcji    |
| ----------- | ----------------------------------- | ---------------- | ----------------- |
| Otwierający | Premiera                            | John Cassavetes  | Stany Zjednoczone |
| Zamykający  | Bliskie spotkania trzeciego stopnia | Steven Spielberg | Stany Zjednoczone |

### Konkurs główny
Następujące filmy zostały wyselekcjonowane do udziału w konkursie głównym o Złotego Niedźwiedzia i Srebrne Niedźwiedzie:
| Tytuł polski                  | Tytuł oryginalny                                                        | Reżyseria | Kraj produkcji    |
| ----------------------------- | ----------------------------------------------------------------------- | --- | ----------------- |
| Szczęśliwe lata mojego ojca   | Apám néhány boldog éve                                                  | Sándor Simó | Węgry             |
| Awantaż                       | Авантаж Awantaż                                                         | Georgi Djułgerow | Bułgaria          |
| Odludek                       | Бирюк Biriuk                                                            | Roman Bałajan | ZSRR              |
| Nauczyciel                    | El brigadista                                                           | Octavio Cortázar | Kuba              |
| Bracia Lwie Serce             | Bröderna Lejonhjärta                                                    | Olle Hellbom | Szwecja           |
| Obieg zamknięty               | Circuito chiuso                                                         | Giuliano Montaldo | Włochy            |
| Niemcy jesienią               | Deutschland im Herbst                                                   | Alf Brustellin, Hans Peter Cloos, Rainer Werner Fassbinder, Alexander Kluge, Beate Mainka-Jellinghaus, Maximiliane Mainka, Edgar Reitz, Katja Rupé, Volker Schlöndorff, Peter Schubert i Bernhard Sinkel | RFN               |
| Lody na patyku                | אסקימו לימון Eskimo Limon                                               | Bo’az Dawidson | Izrael            |
| Koniec świata w deszczową noc | La fine del mondo nel nostro solito letto in una notte piena di pioggia | Lina Wertmüller | Włochy            |
| Płonące serca                 | Flammende Herzen                                                        | Walter Bockmayer i Rolf Bührmann | RFN               |
| Kwiaty z papieru              | Flores de papel                                                         | Gabriel Retes | Meksyk            |
| Jörg Ratgeb, malarz           | Jörg Ratgeb – Maler                                                     | Bernhard Stephan | NRD               |
| Drogi Moritz                  | Moritz, lieber Moritz                                                   | Hark Bohm | RFN               |
| Premiera                      | Opening Night                                                           | John Cassavetes | Stany Zjednoczone |
| Outrageous!                   | Outrageous!                                                             | Richard Benner | Kanada            |
| Une page d’amour              | Une page d’amour                                                        | Maurice Rabinowicz | Belgia            |
| Co powiedział Max             | Las palabras de Max                                                     | Emilio Martínez-Lázaro | Hiszpania         |
| Pies, który lubił pociągi     | Pas koji je voleo vozove                                                | Goran Paskaljević | Jugosławia        |
| Upadek                        | A Queda                                                                 | Ruy Guerra i Nelson Xavier | Brazylia          |
| Rheingold                     | Rheingold                                                               | Niklaus Schilling | RFN               |
| Szachiści                     | शतरंज के खिलाड़ी Shatranj Ke Khilari                                          | Satyajit Ray | Indie             |
| Śmierć prezydenta             | Śmierć prezydenta                                                       | Jerzy Kawalerowicz | Polska            |
| Daleka droga                  | 遠い一本の道 Toi ippon no michi                                         | Sachiko Hidari | Japonia           |
| Pstrągi                       | Las truchas                                                             | José Luis García Sánchez | Hiszpania         |

### Pokazy pozakonkursowe
Następujące filmy zostały wyświetlone na festiwalu w ramach pokazów pozakonkursowych:
| Tytuł polski                        | Tytuł oryginalny                   | Reżyseria          | Kraj produkcji    |
| ----------------------------------- | ---------------------------------- | ------------------ | ----------------- |
| Bliskie spotkania trzeciego stopnia | Close Encounters of the Third Kind | Steven Spielberg   | Stany Zjednoczone |
| Ostatnia fala                       | The Last Wave                      | Peter Weir         | Australia         |
| Żelazny prefekt                     | Il prefetto di ferro               | Pasquale Squitieri | Włochy            |
| Sekstet                             | Sextette                           | Ken Hughes         | Stany Zjednoczone |

## Laureaci nagród

### Konkurs główny
Złoty Niedźwiedź
- Co powiedział Max, reż. Emilio Martínez-Lázaro
- Pstrągi, reż. José Luis García Sánchez
- Winda, reż. Tomás Muñoz (film krótkometrażowy)

Srebrny Niedźwiedź – Nagroda Specjalna Jury
- Upadek, reż. Ruy Guerra i Nelson Xavier

Srebrny Niedźwiedź dla najlepszego reżysera
- Georgi Djułgerow – Awantaż

Srebrny Niedźwiedź dla najlepszej aktorki
- Gena Rowlands – Premiera

Srebrny Niedźwiedź dla najlepszego aktora
- Craig Russell – Outrageous!

Srebrny Niedźwiedź za wybitny wkład artystyczny
- Octavio Cortázar – Nauczyciel
- Jerzy Kawalerowicz – Śmierć prezydenta

Wyróżnienie Specjalne
- Niemcy jesienią, reż. Alf Brustellin, Hans Peter Cloos, Rainer Werner Fassbinder, Alexander Kluge, Beate Mainka-Jellinghaus, Maximiliane Mainka, Edgar Reitz, Katja Rupé, Volker Schlöndorff, Peter Schubert i Bernhard Sinkel

### Konkurs filmów krótkometrażowych
Złoty Niedźwiedź dla najlepszego filmu krótkometrażowego
- Co zrobiliśmy kurom, reż. Josef Hekrdle i Vladimír Jiránek

Srebrny Niedźwiedź – Nagroda Jury dla filmu krótkometrażowego
- The Contraption, reż. James Dearden
- Une vieille soupière, reż. Michel Longuet

### Pozostałe nagrody
Nagroda FIPRESCI
- Konkurs główny:  Szczęśliwe lata mojego ojca, reż. Sándor Simó
- Forum Nowego Kina:  Ciąg, reż. Dariush Mehrjui